# Флаг Новониколаевского сельского поселения (Краснодарский край)
Флаг муниципального образования Новоникола́евское сельское поселение Калининского района Краснодарского края Российской Федерации — опознавательно-правовой знак, служащий официальным символом муниципального образования.
Флаг утверждён 23 сентября 2011 года решением Совета Новониколаевского сельского поселения № 106 и 2 ноября 2011 года внесён в Государственный геральдический регистр Российской Федерации с присвоением регистрационного номера 7232.

## Описание
«Прямоугольное полотнище с отношением ширины к длине 2:3, воспроизводящее композицию герба Новониколаевского сельского поселения в красном, зелёном, жёлтом и белом цвете».
Геральдическое описание герба гласит: «В понижено зубчато пересечённом червлёном и зелёном поле вверху — золотая императорская корона над серебряной шашкой в таковых же ножнах; внизу — серебряная решётка с ромбовидными ячеями, верхний ряд которой вплотную прилегает к делению».

## Обоснование символики
Станица Новониколаевская была основана как посёлок Ангелинский в 1843 году лицами казачьего сословия. 11 июня 1891 года решением Военного Совета Главного управления казачьих войск посёлок Ангелинский станицы Староджерелиевской был преобразован в самостоятельную станицу Новониколаевскую. Высочайшее соизволение Императора на присвоение вновь образованной станице наименования Новониколаевской, в честь Его Императорского Высочества Государя Наследника Цесаревича на флаге отражено жёлтой (золотой) императорской короной.
Красная зубчатая часть полотнища аллегорически символизирует славные воинские традиции:
— станица была основана как казачье поселение, что также подчёркивается изображением казачьей шашки;
— в годы Великой Отечественной войны здесь по линии Красноармейская—Новониколаевская проходил один из рубежей на подступах к Таманскому полуострову.
Красный цвет — символ мужества и отваги, силы, труда.
Белое (серебряное) полотнище с рядами зелёных ромбов — аллегория рисовых заливных полей — основной сельскохозяйственной культурой поселения является рис, здесь расположено самое крупное рисосеющее хозяйство района. Сельские хозяйства Новониколаевского поселения неоднократно занимают призовые места по итогам сбора урожая.
Жёлтый цвет (золото) — символ урожая, богатства, стабильности, почести.
Белый цвет (серебро) — символ чистоты, совершенства, мира и взаимопонимания.
Зелёный цвет — символ природы, здоровья, молодости, жизненного роста.